# Raymond and Beverly Sackler Prize in Convergence Research
Der Raymond and Beverly Sackler Prize in Convergence Research wurde von 2015 bis 2018 von der National Academy of Sciences vergeben. Er war für multidisziplinäre Forschung in mindestens zwei Disziplinen aus Mathematik, Physik, Biomedizin, Chemie, Biologie, Astronomie, Geowissenschaften, Ingenieurswesen und Informatik vorgesehen und die mit dem Preis ausgezeichnete Leistung sollte nur durch interdisziplinäres Vorgehen möglich gewesen sein. Er wurde von der Raymond and Beverly Sackler Foundation gesponsert und war mit 400.000 Dollar dotiert.

## Preisträger
- 2015 Chad Mirkin
- 2016 Stephen R. Quake
- 2017 Frances Arnold
- 2018 Joseph M. DeSimone